# خون سیاهرگی
خون سیاهرگی یا خون وریدی خونی با مقدار اکسیژن کم است از سیاهرگ‌های محیطی به دهلیز راست قلب وارد می‌شود. سپس این خون از بطن راست و از راه سرخرگ ریوی به سمت شش تلمبه می‌شود.
خون سیاهرگی معمولاً از خون سرخرگی سردتر است.اکسیژن و پی اچ کمتری دارد و حاوی مقدار کمتری گلوکز و سایر مواد مغذی می‌باشد. 
بیشتر آزمایش‌های پزشکی به استثنای آزمایش فشار گاز در خون سرخرگی، بر روی سیاهرگ‌ها انجام می‌شوند.

## رنگ
رنگ خون انسان بسته به میزان اکسیژن رسانی از قرمز روشن تا قرمز تیره متغیر است. رنگ قرمز به دلیل وجود هموگلوبین است که به اکسیژن متصل می شود. هنگامی که اکسیژن به هموگلوبین متصل می شود، خون قرمز روشن به نظر می رسد، در حالی که وقتی متصل نمی شود، خون تیره تر به نظر می رسد. برخلاف تصور رایج، خون انسان به طور طبیعی هرگز آبی نیست. ظاهر آبی وریدهای سطحی به دلیل پراکندگی نور آبی از خارج بافت وریدی ایجاد می شود و زمانی که ورید در عمق 0.5 میلی متر یا بیشتر باشد، بیشتر مشخص می شود. سیاهرگ ها و شریان ها وقتی مستقیماً بدون پوست دیده می شوند مشابه ظاهر می شوند.